# 58 Pułk Artylerii Przeciwpancernej

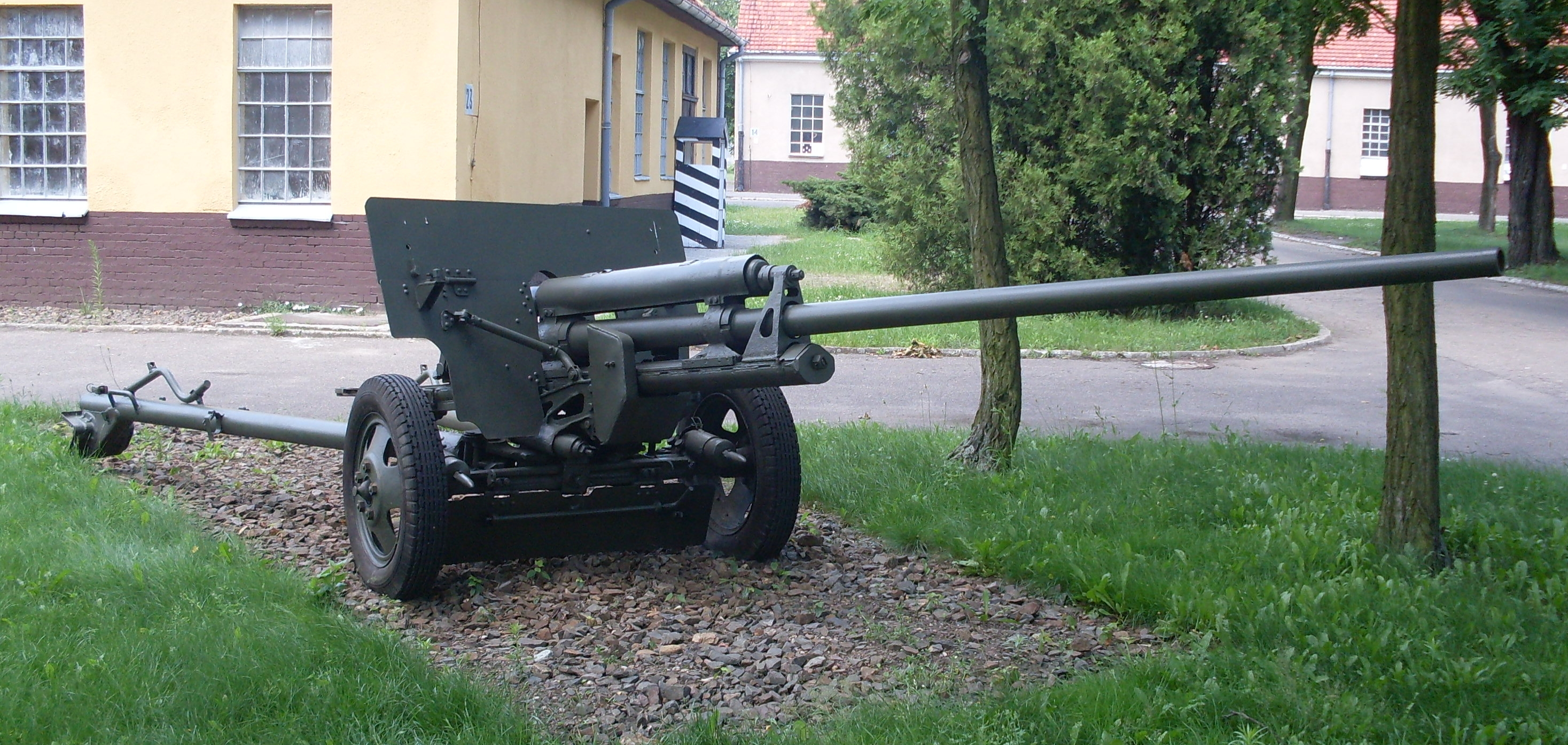
Armata przeciwpancerna wz. 1943 ZIS-2

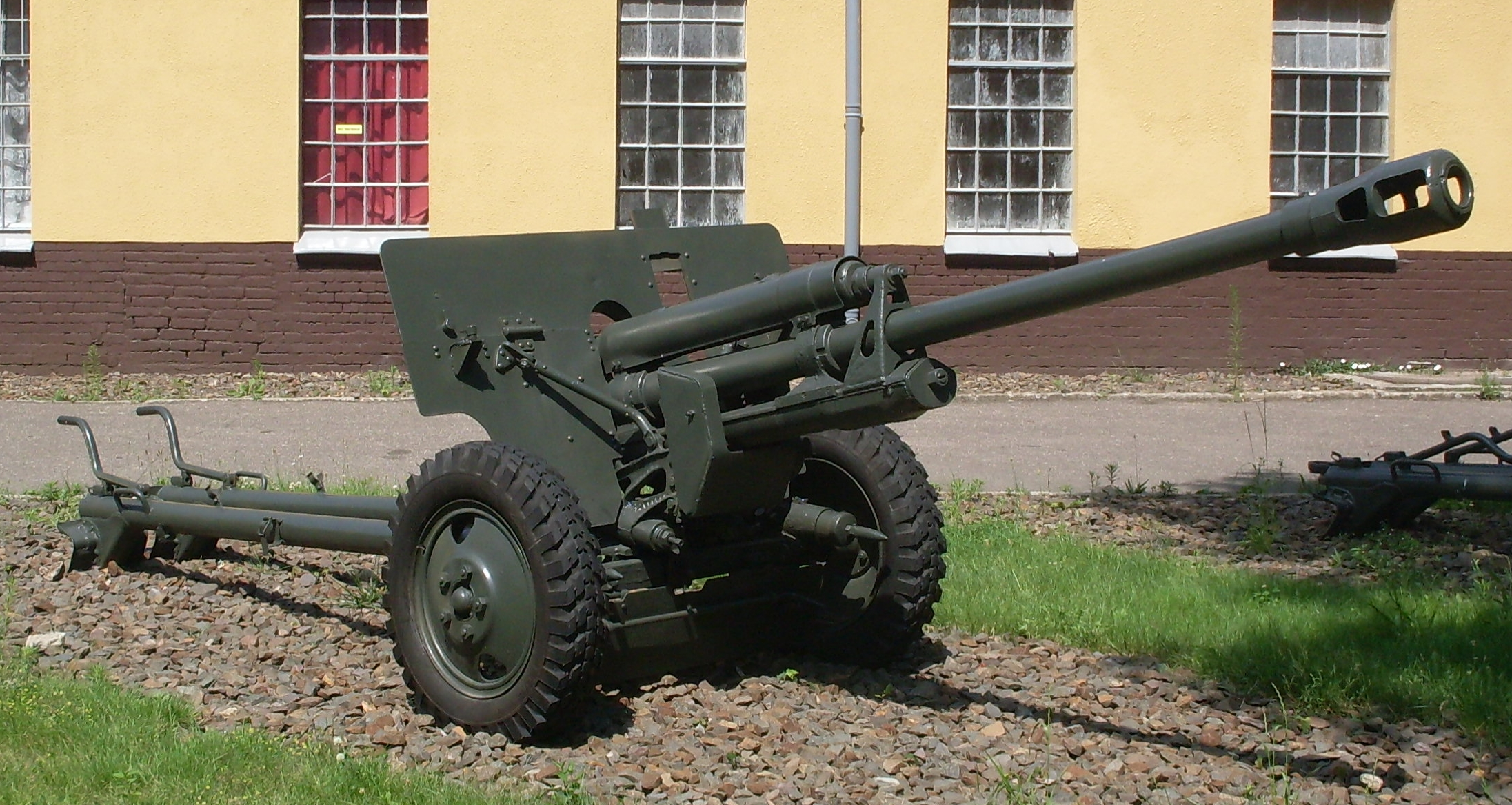
Armata dywizyjna wz. 1942 ZIS-3

58 pułk artylerii przeciwpancernej – pułk artylerii polskiej ludowego Wojska Polskiego.

## Formowanie i zmiany organizacyjne
Sformowany w Rejowcu na podstawie rozkazu Naczelnego Dowództwa Wojska Polskiego nr 8 z 20 sierpnia 1944.
Przysięgę żołnierze pułku złożyli w październiku 1944 w Józefowie.

## Dowódcy pułku
Dowódcami pułku w okresie wojny byli :
- mjr Aleksander Gorlenko – do 21 kwietnia 1945
- mjr Dymitr Kulikow

## Działania bojowe
Pułk wchodził w skład 14 Brygady Artylerii Przeciwpancernej z 2 Armii WP.
Uczestniczył w walkach o Budziszyn, pod Ratwitz, Luppa i Neubrahną. Największe straty poniósł pod Dauban.
W operacji praskiej działał w ramach odwodu przeciwpancernego armii.
Szlak bojowy pułk zakończył 10 maja 1945 na terenie Czechosłowacji pod Litomericami.
|  |  |  |

|  |  |